# José da Trindade Prado
José da Trindade Prado, o barão de Propriá (Santo Amaro das Brotas, 1804 — Sergipe, 25 de julho de 1875) foi um político, militar e proprietário rural brasileiro.

## Biografia[1]
Filho do Capitão-Mor José da Trindade Pimentel e de Maria Francisca de Meneses, recebeu o título de barão por decreto em 14 de março de 1860.  Foi deputado provincial e  vice-presidente da província de Sergipe, tendo assumido a presidência interinamente por cinco vezes, de 4 de setembro a 25 de setembro de 1855, de 11 de abril a 5 de agosto de 1857, de 18 de agosto a 27 de novembro de 1868, de 15 de junho a 7 de novembro de 1869, e de 21 de agosto de 1871 a 17 de fevereiro de 1872. Também foi membro diretor do extinto Imperial Instituto Sergipano de Agricultura; sócio benemérito do Gabinete Literário Sergipano; comandante superior dos municípios sergipanos ao norte e participou da Guerra da Cisplatina.
Era comendador da Imperial Ordem de Cristo e da Imperial Ordem da Rosa.